# Observatório de Slottsskogen
O Observatório de Slottsskogen (em sueco: Slottsskogsobservatoriet) fica situado numa elevação do parque Slottsskogen em Gotemburgo.
É um observatório popular, destinado a observações a ser feitas pelo público visitante.
Foi construído em 1985, substituindo um observatório mais modesto inaugurado em 1929.
Durante o período escuro de setembro-março são organizadas observações públicas das estrelas
através de telescópio. No período de abril-setembro são feitas observações do Sol. Quando a visibilidade é insuficiente, são mostrados diapositivos, apresentadas exposições, e organizadas conferências.